# 墨洛溫王朝
墨洛温王朝（法語：Mérovingiens，又譯梅羅文王朝或梅羅文加王朝）是一个法兰克人王朝和中世纪法兰克王国的第一个王朝。希尔德里克一世，王朝的创立者，在西元457年第一次被文献提及
，之后他的儿子克洛维一世在481年降服了高卢北部和中部并建立了法兰克王国。墨洛温王朝在此之后一直统治着法兰克王国直到西元751年3月希尔德里克三世被矮子丕平废黜为止。墨洛温王朝的扩张让法兰克王国获得除塞普提曼尼亞以外的所有高卢地区。
由于遵循法兰克人的诸子均分制，导致自克洛维一世之后墨洛温王朝对法兰克王国全境的统治变得断续，对土地持续的分割导致王朝后期宫相逐渐掌握大权，最终使得王朝被矮子丕平推翻，后者建立了加洛林王朝取而代之。但由墨洛温王朝引入的基督教文化一直影响着法兰克王国与其后继国家的发展。

## 历史

### 建国与初期扩张
萨里安法兰克人在358年被罗马帝国击败后，在当时的罗马将军尤利安的默许下从北海海岸迁往莱茵河下游的托克山德利亚。之后萨里安法兰克人一直是罗马帝国的同盟者之一。
墨洛温王朝的名字来源于墨洛维(411-458)，他是希尔德里克一世的父亲，也是萨里安法兰克人的统治者。
457年，希尔德里克成为萨里安法兰克人的统治者。他之后在西罗马帝国与西哥特王国的战争中作为西罗马的同盟与西哥特人作战。尽管希尔德里克是西罗马帝国名义上的盟友并可能担任过比利时第二行省总督他仍然试图进攻处于帝国治下的巴黎但被击退。
希尔德里克一世死于481年，他的儿子克洛维一世继承了他对萨里安法兰克人的统治与行省总督的职位。由于西罗马帝国在476年崩溃，使得高卢地区陷入多个蛮族王国并立的局面。克洛维一世趁机在486年击败并杀死了高卢总督西阿格里乌斯，夺取苏瓦松及其周边地区。接下来，克洛维一世逐步统一了所有法兰克人部族并建立了法兰克王国。同时，他在法兰克王国南面与向北扩张的阿勒曼尼人发生冲突。经过在496年的战争中迫使北部的阿勒曼尼人臣服。最终在507年，随着克洛维一世在武伊勒击败西哥特王国的军队并杀死阿拉里克二世，墨洛温王朝征服了整个高卢并迁都到巴黎。
在征服高卢的过程中，克洛维一世逐渐意识到自己需要争取当地高卢罗马人的支持。同时在他妻子，信奉基督教的勃艮第公主克洛提尔德的劝说下在496年选择皈依基督教。除此之外，这次的歸信还為克洛维赢来拜占庭帝国的支持。
克洛维一世于511年在巴黎去世，之后他的四个儿子提乌德里克一世、克洛多梅尔、希尔德贝尔特一世和洛塔尔一世依照法兰克人的諸子均分制传统对国家进行了瓜分，使得法兰克王国分裂成以梅斯、奥尔良、巴黎和苏瓦松为中心的四个独立部分。

### 分裂时期
尽管从511年到558年墨洛温王朝的领土被分成四份，但克洛维一世的四个儿子之间仍然能保持良好的关系并经常协同作战。

#### 梅斯王国
统治梅斯的提乌德里克是克洛维一世的长子，他在继承这片土地后不久就派遣他的兒子提烏德貝爾特一世殺了入侵國土的斯堪的納維亞國王。

#### 奥尔良王国
克洛多梅尔，克洛维一世的次子，统治奥尔良和卢瓦尔河中下游一带。他在524年入侵勃艮第的时候被杀，其弟洛塔尔一世与希尔德贝尔特一世瓜分了他的领地。

#### 巴黎王國
希爾德貝特一世，克洛维一世的第三子，希爾德貝特一世獲得巴黎、北至索姆河、西至英吉利海峽和阿摩里卡半島（現代布列塔尼）的地區作為他的領地。

#### 苏瓦松王国
克洛泰爾一世，克洛维一世的第四子，分到了高盧北部和比利時一帶、默茲河下游的領土，將蘇瓦松定為首都；領地包括拉昂、努瓦永、康布雷和馬斯特里赫特等城市。克洛泰爾一世雄心勃勃，並尋求擴展他的領域。524年，克洛泰爾的二哥克洛多米爾在討伐勃艮第人時戰死，克洛泰爾與大哥提烏德里克一世和希爾德貝爾一起瓜分克洛多米爾生前的領地奧爾良王國，克洛泰爾分得了最重要的部分（包括圖爾、普瓦捷等城市），成為奧爾良國王。 從532年開始，克洛泰爾和兩位兄長一起討伐勃艮第人，並於534年正式滅亡了第一勃艮第王國。克洛泰爾分得勃艮第南部，包括格勒諾布爾、迪等重要城市。後來，東哥德人將普羅旺斯割讓給法蘭克人，克洛泰爾分得奧朗日、卡龐特拉和加普等城市。531年他與大侄兒提烏德貝爾特一世（提烏德里克一世之子）一起攻打圖林根人，542年他又與希爾德貝特一世攻打西班牙的西哥德人，擴張了自己的領地。大侄孫提烏德鮑德（提烏德貝爾特一世之子、提烏德里克一世之孫）死於555年，他又吞併蘭斯王國，成為蘭斯國王。558年，希爾德貝爾去世，他又吞併了巴黎王國，從而成為全法蘭克人唯一的國王，繼父王克洛維一世之後再度統一了法蘭克王國。克洛泰爾還遠征薩克森，把領土擴張到今日的德國境內，有時還強迫薩克森人每年向他進貢500頭牛。 